# Diecéze Africa
Diecéze Africa je titulární diecéze římskokatolické církve.

## Historie
Africa, ztotožnitelná s městem Mahdia v dnešním Tunisku, je starobylé biskupské sídlo nacházející se v římské provincii Byzacena.
Známe dva biskupy této diecéze. Cosma, který zemřel roku 1109 a je pohřben v katedrále v Palermu, a Joffré (Joffridus) Panet zmíněný roku 1140.
Dnes je využívána jako titulární biskupské sídlo; současným (arci)biskupem je Marek Zalewski, apoštolský nuncius.

## Seznam titulárních biskupů
- Marco Libardoni, O.S.J. (1964–1966)
- Rino Carlesi, M.C.C.J. (1967–1978)
- Alejandro Goić Karmelić (1979–1994)
- Charles Asa Schleck, C.S.C. (1995–2011)
- Marek Zalewski (od 2014)